# 13 mai
ianuarie • februarie • martie  • aprilie  • mai  • iunie  • iulie  • august  • septembrie  • octombrie  • noiembrie  • decembrie
13 mai este a 133-a zi a calendarului gregorian și ziua a 134-a în anii bisecți. Mai sunt 232 de zile până la sfârșitul anului.

## Evenimente

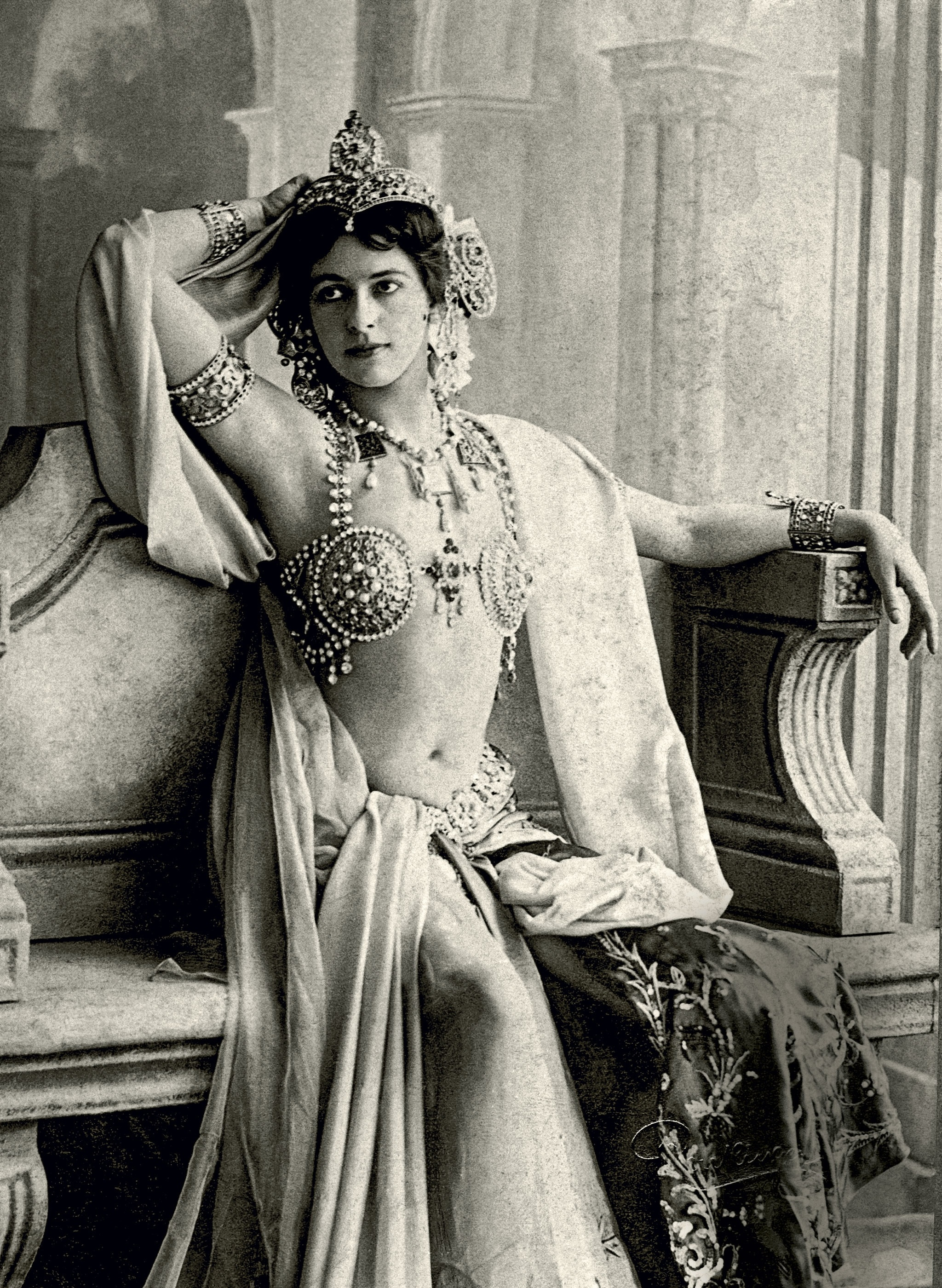
1905: Margareta Geertruida Zelle apare pentru prima dată în Paris, ca dansatoarea Mata Hari

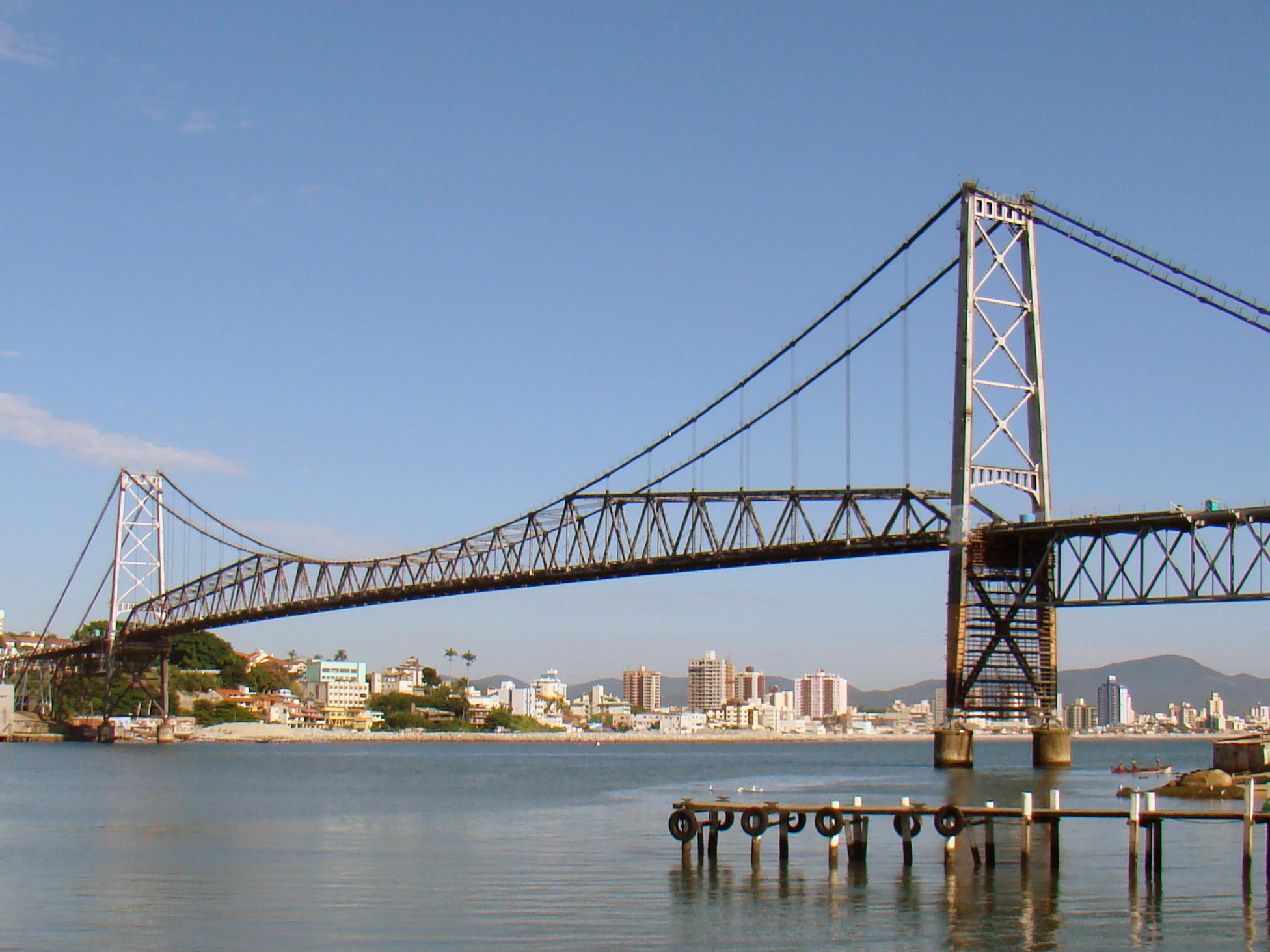
1926: Este deschis cel mai mare pod suspendat din Brazilia. Podul Hercílio Luz din Florianópolis leagă continentul de insula Santa Catarina.

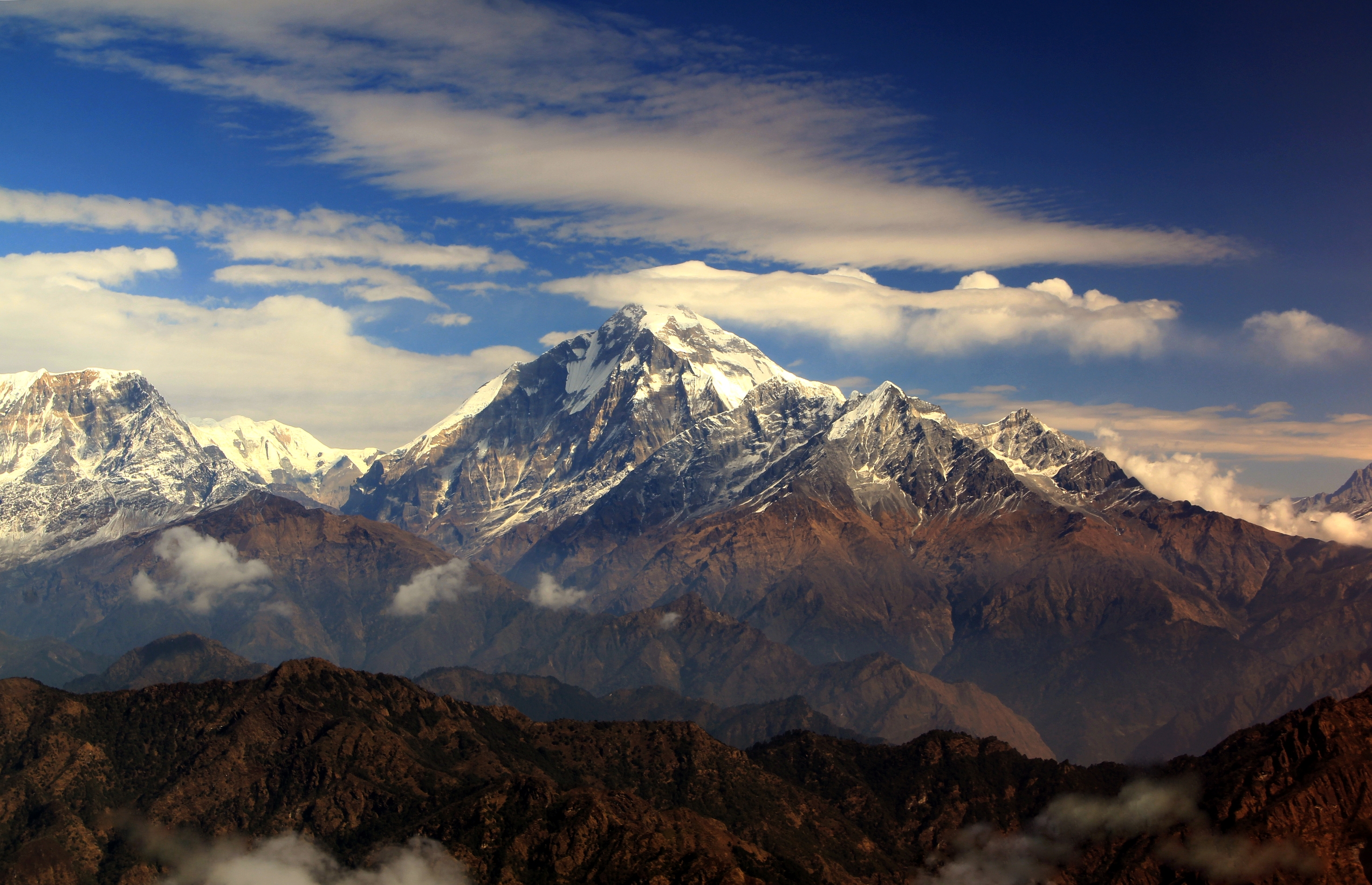
1960: Prima ascensiune a vârfului Dhaulagiri (foto), Nepal cel de-al șaptelea munte ca înălțime din lume.

- 1497: Papa Alexandru al VI-lea îl excomunică pe Girolamo Savonarola.
- 1501: Amerigo Vespucci, de data aceasta sub pavilion portughez, pornește spre ținuturile vestice.[1]
- 1515: Sora regelui Henric al VIII-lea al Angliei și văduva regelui Ludovic al XII-lea al Franței, Maria Tudor, se căsătorește oficial cu Charles Brandon, Duce de Suffolk, deși erau căsătoriți în secret de trei luni.
- 1568: Maria, regina Scoției, este învinsă în Bătălia de la Langside, parte a războiului civil dintre regina Maria și susținătorii fiului său, Iacob al VI-lea.
- 1607: Au fost puse bazele primei colonii englezești în Lumea Nouă, de către căpitanul John Smith și un batalion de soldați debarcați în Virginia, la Jamestown.
- 1787: Căpitanul Arthur Phillip părăsește Portsmouth, Anglia, cu unsprezece vase pline cu condamnați pentru a înființa o colonie penală în Australia.
- 1846: Statele Unite declară război Mexicului; începutul războiului mexicano-american.
- 1860: Bătălia de la Calatafimi: trupele conduse de Giuseppe Garibaldi înfrâng armata napoletană.
- 1861: Astronomul australian  John Tebbutt descoperă cometa C/1861 J1, una din cele mai mari comete ale secolului al XIX-lea.
- 1888: Odată cu adoptarea Lei Áurea („Legea de aur"), Imperiul Braziliei abolește sclavia.
- 1905: Margareta Geertruida Zelle apare pentru prima dată în Paris, ca dansatoarea Mata Hari. Dansul ei cu vălul are un mare succes încă de la început.
- 1909: Prima ediție a Giro d'Italia, o cursă de ciclism pe distanțe lungi cu etape multiple, a început la Milano; ciclistul italian Luigi Ganna a fost câștigătorul final.[2]
- 1917: La Fátima, important loc de pelerinaj din Portugalia, trei copii, cu vârste între 7 și 10 ani, susțin că ar fi avut viziuni cu Fecioara Maria. În 1930 aceste viziuni au fost recunoscute de Biserica Catolică, iar în locul respectiv s-a ridicat o biserică.
- 1926: Este deschis cel mai mare pod suspendat din Brazilia. Podul Hercílio Luz din Florianópolis leagă continentul de insula Santa Catarina.
- 1940: Al Doilea Război Mondial: Începe cucerirea Franței de către Germania, armata germană traversează Meuse. Winston Churchill ține faimosul discurs "sânge, trudă, lacrimi și sudoare" în Camera Comunelor.
- 1940: Regina Wilhelmina a Țărilor de Jos își părăsește țara pentru Marea Britanie după invazia nazistă. Prințesa Juliana își duce copiii în Canada pentru siguranță.
- 1943: Al Doilea Război Mondial: Lipsită de sprijin eficient de la Berlin, armata germană din Africa de Nord (Afrika Corps), sub conducerea mareșalul Erwin Rommel, capitulează în fața aliaților.
- 1958: În timpul unei vizite la Caracas, Venezuela, mașina vicepreședintelui american Richard Nixon este atacată de demonstranți antiamericani.
- 1958: Criza din mai 1958: Un grup de ofițeri francezi conduce o lovitură de stat la Alger, cerând formarea unui guvern de uniune națională condus de Charles de Gaulle pentru a apăra controlul francez asupra Algeriei.
- 1960: Prima ascensiune a vârfului Dhaulagiri, Nepal cel de-al șaptelea munte ca înălțime din lume.
- 1967: Dr. Zakir Husain devine cel de-al treilea președinte al Indiei. El este primul președinte musulman al Uniunii Indiene. El deține această funcție până la 24 august 1969.
- 1969: La Kuala Lumpur, Malaezia au loc revolte rasiale, cunoscute mai târziu sub numele de "Incidentul din 13 mai".
- 1972: Are loc un incendiu în magazinul Sennichi din Osaka, Japonia. Ieșirile blocate și lifturile nefuncționale provoacă 118 decese (multe dintre victime sărind în gol).
- 1981: A avut loc, la Roma, tentativa de asasinare a Papei Ioan Paul al II-lea de către turcul Mehmet Ali Ağca.
- 1989: Protestele din Piața Tiananmen: Grupuri mari de studenți ocupă Piața Tiananmen și încep greva foamei.
- 1995: Britanica Alison Hargreaves, în vârstă de 33 de ani, devine prima femeie care cucerește Everestul fără oxigen sau ajutor de la șerpași.
- 1999: Ca urmare a falimentului băncii Bancorex, guvernul Radu Vasile adoptă o Ordonanță de Urgență care prevede transferul depozitelor persoanelor fizice, în valoare de 124 milioane dolari și 1.411,6 miliarde lei, de la Bancorex la BCR, care urmează să le restituie depunătorilor. Sumele vor fi preluate la datoria publică internă și acoperite prin titluri de stat.
- 2000: Are loc explozia de la depozitul de artificii din Enschede, Olanda, care distruge un întreg cartier de locuințe, provocând moartea a 23 de oameni.
- 2005: Masacrul de la Andijan, Uzbekistan, când trupele Serviciului Național de Securitate din Uzbekistan au tras într-o mulțime de protestatari.

## Nașteri
- 1254: Maria de Brabant, regină a Franței (d. 1321)
- 1655: Papa Innocențiu al XIII-lea (d. 1724)
- 1717: Maria Terezia a Austriei, împărăteasă a Sfântului Imperiu Roman (d. 1780)
- 1742: Arhiducesa Maria Christina, Ducesă de Teschen (d. 1798)
- 1767: Ioan al VI-lea al Portugaliei (d. 1826)
- 1792: Papa Pius al IX-lea (d. 1878)
- 1808: Patrice de Mac-Mahon, general și om de stat francez, mareșal al Franței, președinte de stat  (d. 1893)

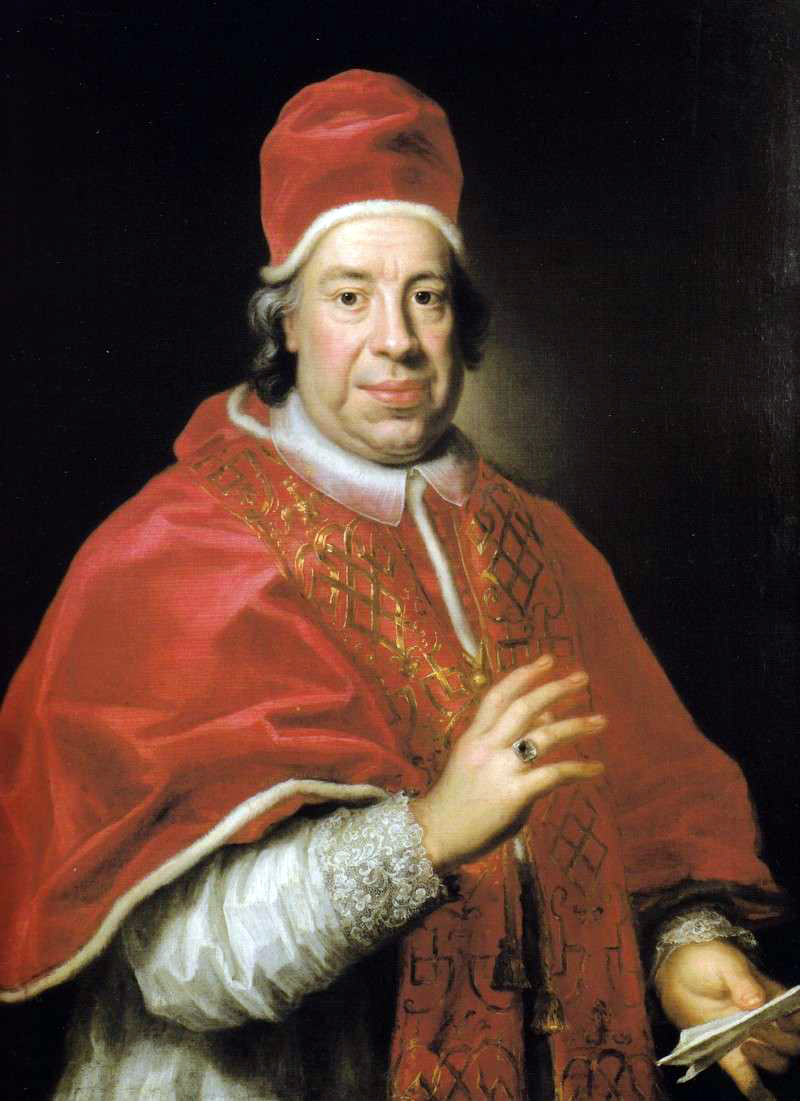
Papa Innocențiu al XIII-lea
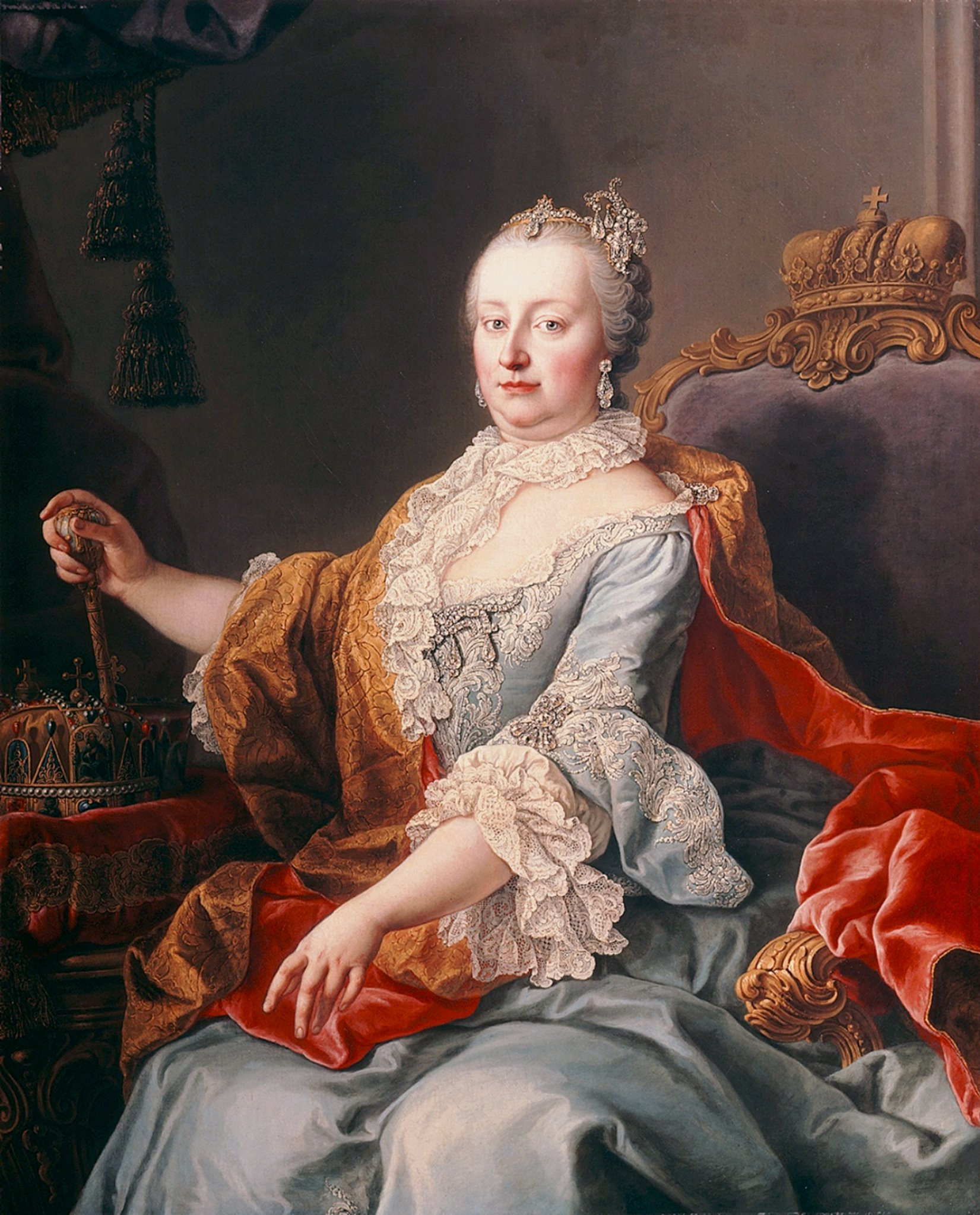
Maria Terezia a Austriei
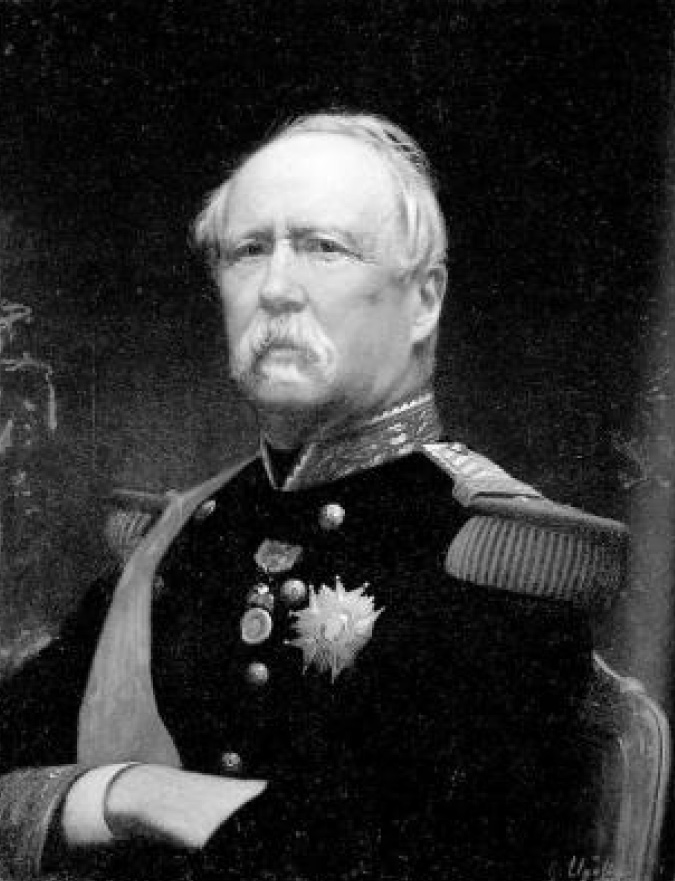
Patrice de Mac-Mahon, mareșal, șef de stat al Franței

- 1822: Francisc, Duce de Cádiz (d. 1902)
- 1834: Henri Bouchet-Doumenq, pictor francez (d. 1908)
- 1840: Alphonse Daudet, scriitor francez (d. 1897)
- 1849: Panas Mirnîi, scriitor ucrainean (d. 1920)
- 1857: Ronald Ross, medic englez, laureat Nobel (d. 1932)
- 1882: Georges Braque, pictor francez (d. 1963)
- 1904: Elvira Godeanu, actriță română de teatru și film (d. 1991)
- 1907: Daphne du Maurier, scriitoare engleză (d. 1989)
- 1917: Tudor Greceanu, aviator român (d. 1994)
- 1938: Ludovic Spiess, tenor român (d. 2006)
- 1939: Harvey Keitel, actor american
- 1940: Mircea Ciobanu, poet și prozator român (d. 1996)

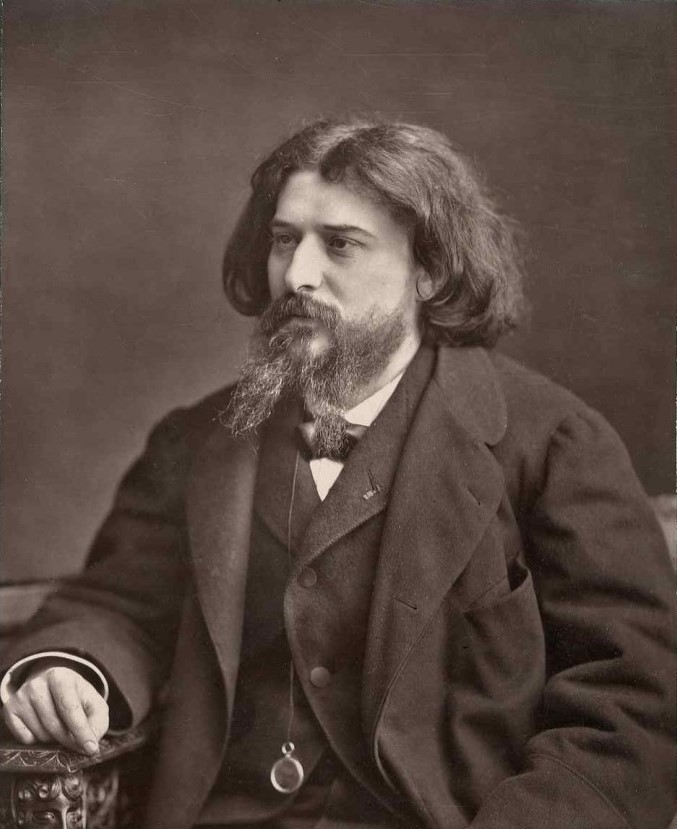
Alphonse Daudet, scriitor francez
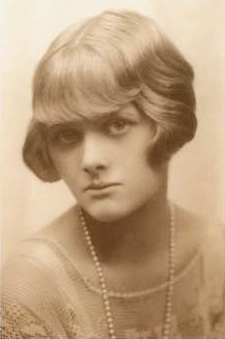
Daphne du Maurier, scriitoare engleză
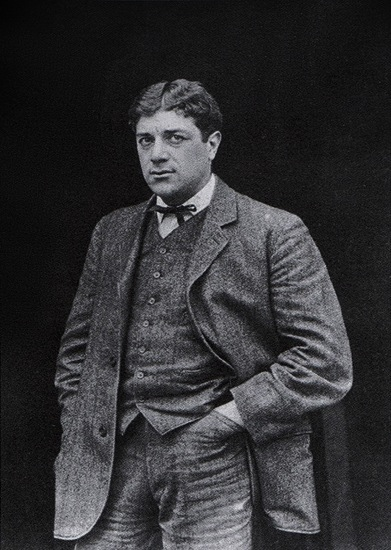
Georges Braque, pictor francez

- 1941: Ritchie Valens, cântăreț, compozitor, chitarist mexicano-american (d. 1959)
- 1941: Constantin Simirad, politician român (d. 2021)
- 1942: Constantin Vaeni, regizor, scenarist și actor român
- 1942: Roger Young, regizor american
- 1949: Julieta Szönyi, actriță română de teatru și film (d. 2025)
- 1950: Stevie Wonder, cântăreț și compozitor american
- 1951: Paul Thompson, toboșar englez (Roxy Music și Concrete Blonde)
- 1954: Johnny Logan, cântăreț și compozitor irlandez
- 1955: Dinu Manolache, actor român de teatru și film (d. 1998)
- 1961: Dennis Rodman, baschetbalist american profesionist
- 1966: Uroš Seljak, cosmolog sloven
- 1968: Scott Morrison, politician australian, prim-ministru al Australiei în perioada 2018-2022

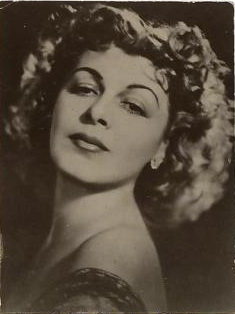
Elvira Godeanu, actriță română
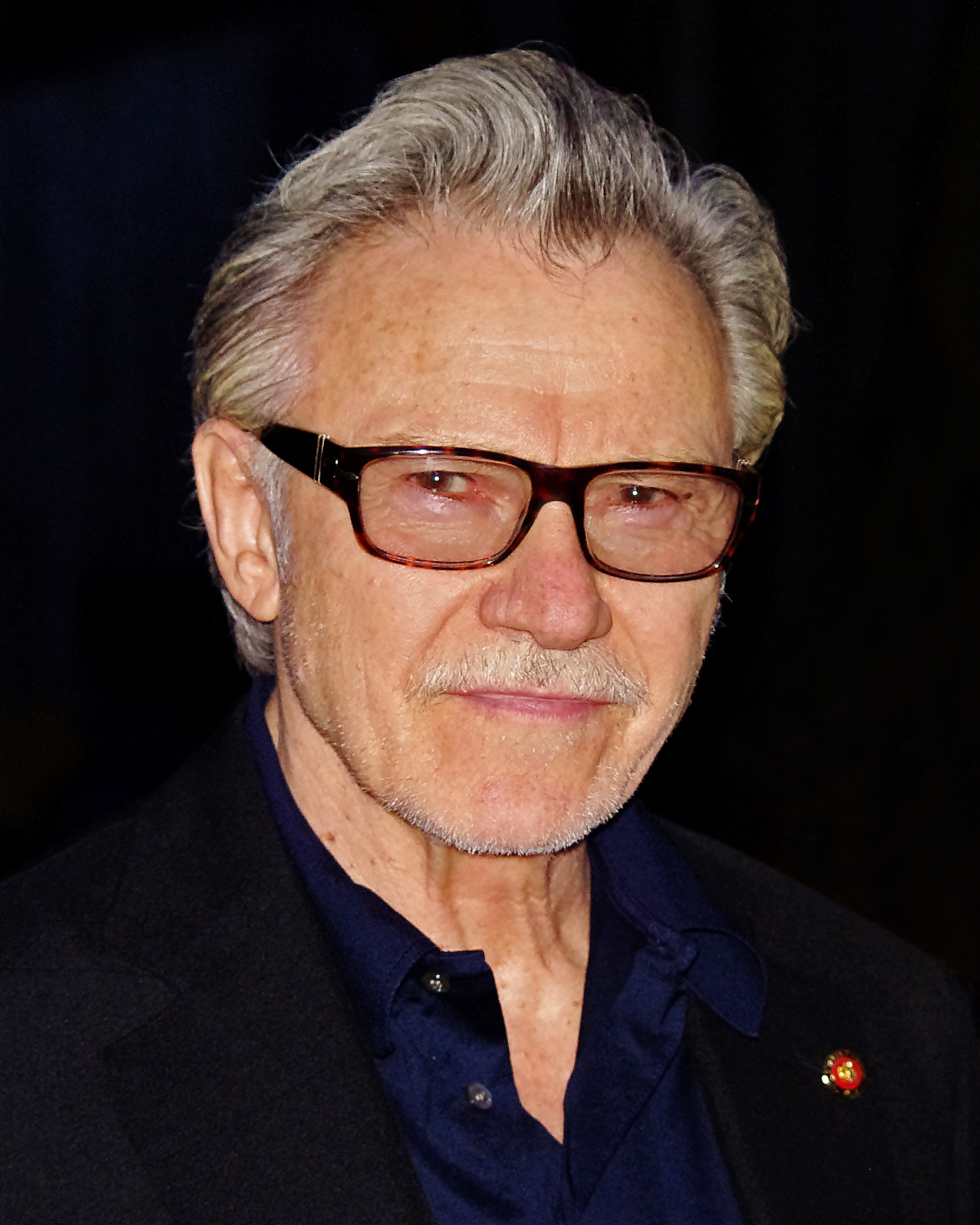
Harvey Keitel, actor american
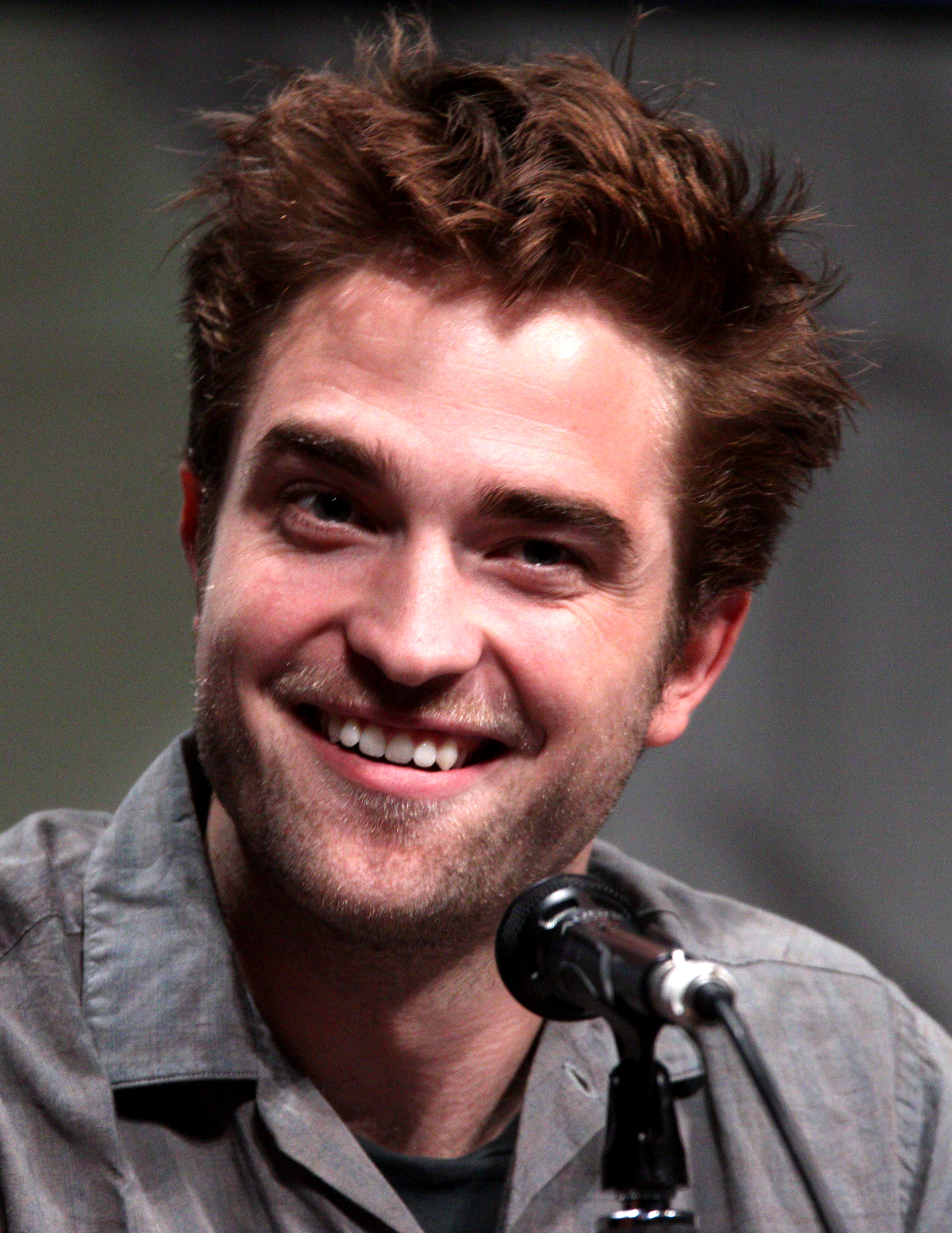
Robert Pattinson, actor, muzician englez

- 1968: Oana Sârbu, cântăreață și actriță română de film
- 1969: Buckethead, muzician american (fost membru Guns N' Roses)
- 1983: Jean-Noël Barrot, economist și politician franco-elvețian
- 1983: János Székely, fotbalist român
- 1986: Robert Pattinson, actor, manechin și muzician englez
- 1986: Alexander Rybak, cântăreț norvegian
- 1990: Esthera Petre, atletă română, specializată la proba de săritura în înălțime
- 1993: Romelu Lukaku, fotbalist belgian
- 1993: Debby Ryan, actriță și cântăreață americană

## Decese
- 1646: Maria Anna a Spaniei, prima soție a lui Ferdinand al III-lea, Împărat Roman (n. 1606)
- 1710: Heinrich, Duce de Saxa-Römhild (n. 1650)
- 1806: Samuil Micu, istoric, reprezentant de seamă al Școlii Ardelene (n. 1745)
- 1843: Christian Flechtenmacher, jurist român (n. 1785)
- 1866: Nikolai Brașman, matematician rus (n. 1796)
- 1871: Daniel Auber, compozitor francez (n. 1782)
- 1885: Friedrich Gustav Jakob Henle, medic german (n. 1809)
- 1930: Fridtjof Nansen, explorator și om politic norvegian, laureat al Premiului Nobel (n. 1861)
- 1938: Charles Edouard Guillaume, fizician elvețian, laureat al Premiului Nobel (n. 1861)

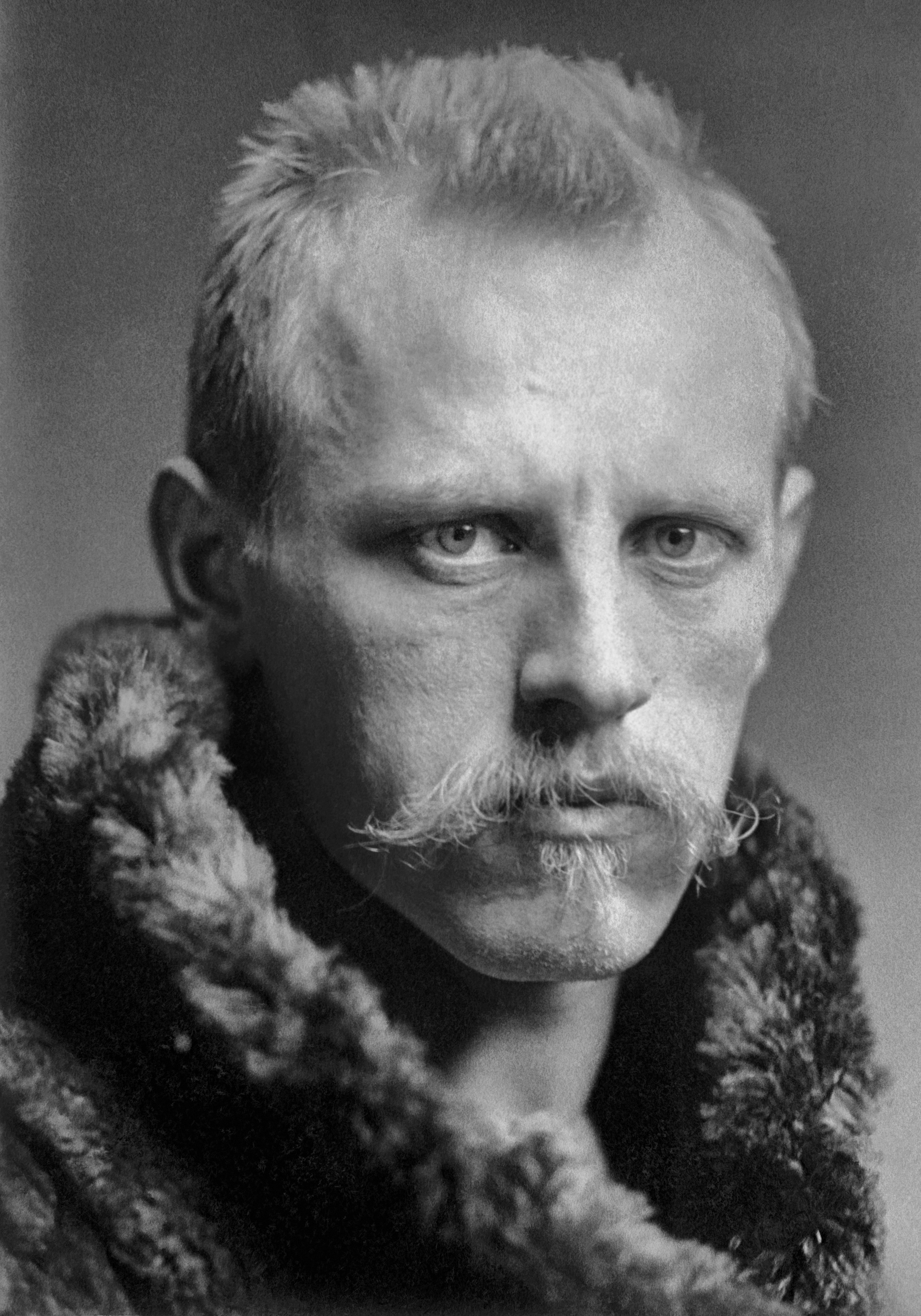
Fridtjof Nansen, explorator și om politic norvegian, laureat Nobel
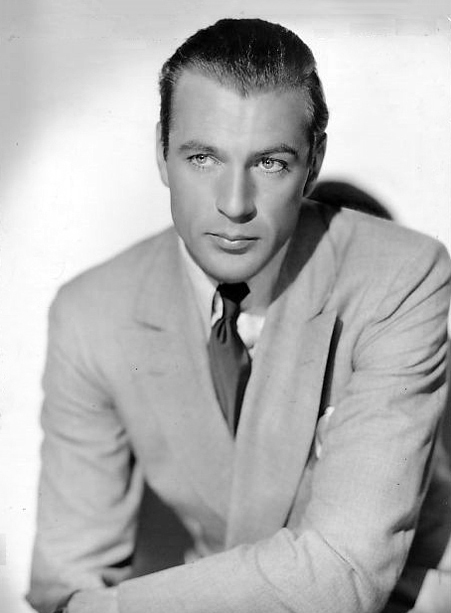
Gary Cooper, actor american
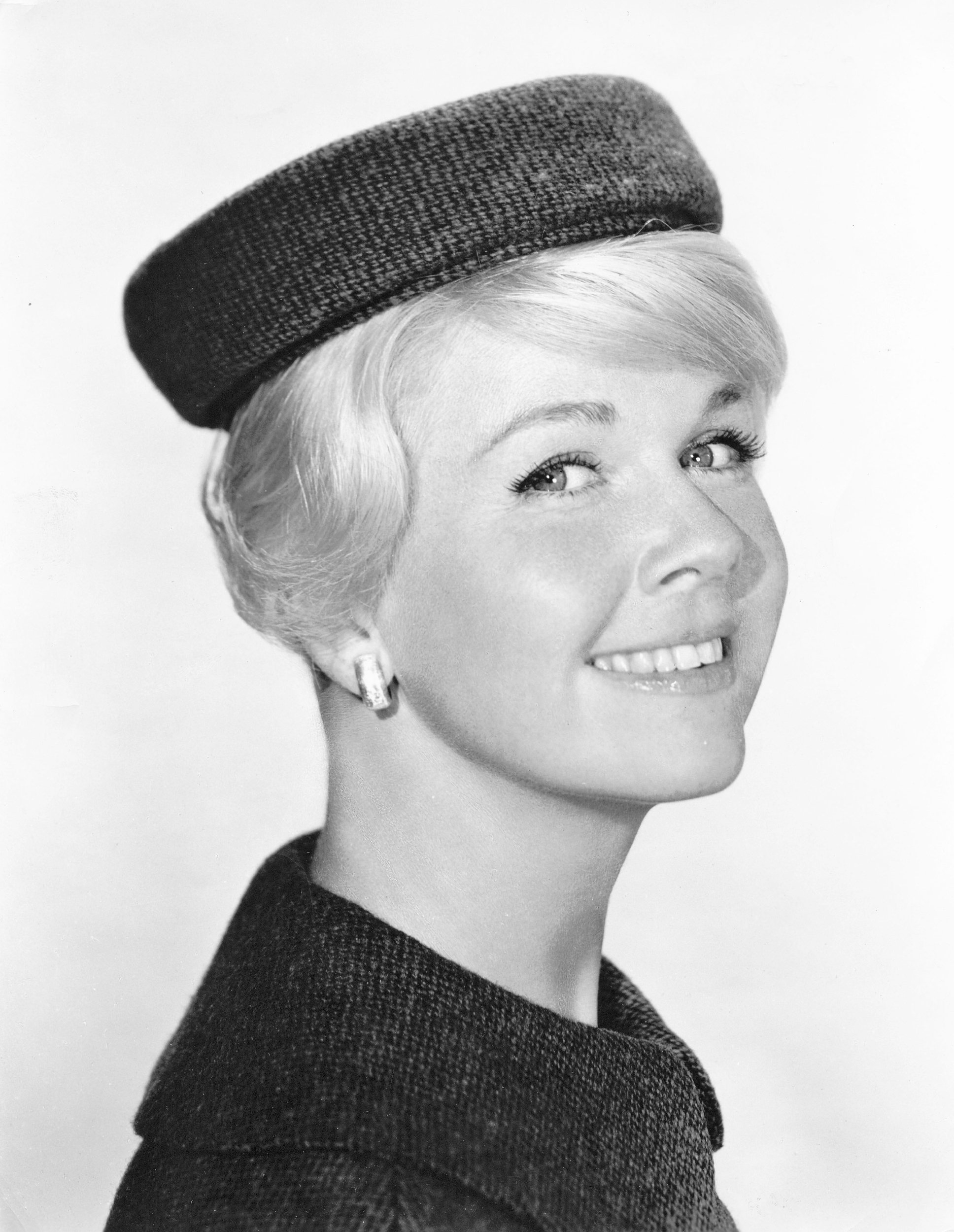
Doris Day, actrița americană

- 1961: Gary Cooper, actor american (n. 1901)
- 1974: Stephan Roll, (Gheorghe Dinu) poet și prozator român (n. 1903)
- 1975: Marguerite Perey, chimistă și fiziciană franceză (n. 1909)
- 2008: Colea Răutu, actor român de teatru și film (n. 1912)
- 2010: Alexandru Sever, prozator și dramaturg născut în România (n. 1921)
- 2019: Doris Day, actrița și cântăreață americană (n. 1922)
- 2019: Stanton T. Friedman, ufolog și fizician american (n. 1934)
- 2019: Micaela Ghițescu, traducătoare română (n. 1931)
- 2020: Dumitru Carabăț, scenarist, teoretician de film și autor român (n. 1932)
- 2022: Teresa Berganza, solistă spaniolă de operă (mezzosoprană), (n. 1933)
- 2022: Ben Roy Mottelson, fizician danez de etnie americană, laureat al Premiului Nobel (1975), (n. 1926)
- 2022: Khalifa bin Zayed Al Nahyan, președintele Emiratelor Arabe Unite în perioada 2004-2022 (n. 1948)

## Sărbători
- Ziua Tatălui (din anul 2012) și Ziua Dorului (din anul 2016) în România.
- Ecuador: Ziua Independenței (1830)